# André Jean Dandouau
André Jean Dandouau (* 12. Februar, nach anderen Quellen am 18. Februar 1874, in Fleurance, Département Gers; † 20. Oktober 1924 in Fianarantsoa, Madagaskar) war ein französischer Schullehrer, Ethnologe, Amateurfotograf und Sachbuchautor, der 23 Jahre auf Madagaskar lebte.

## Leben
Dandouau war der Sohn von Pierre Dandouau, einem Schuhmacher aus Fleurance. Er studierte am Lehrerseminar an der École normale d’instituteurs in Auch und begann seine Lehrerkarriere 1893 in Lombez und Vic-Fezensac im Département Gers. 1894 leistete er seinen Militärdienst bei den Zuaven in Algerien ab und war dort anschließend bis Juli 1901 als Lehrer tätig, zunächst in Relizane, dann in Sidi Bel Abbés und in Inkerman. Am 31. Mai 1899 heiratete er in Relizane Laurence Pauline Francart. 
Im August 1901 ließ sich Dandouau als Lehrer auf Madagaskar nieder. Im Dezember 1905 heiratete er die Schullehrerin Berthe Duval, die Malagasy und Französisch unterrichtete. Aus dieser Ehe gingen drei Kinder hervor. Er gründete und leitete nacheinander Schulen in Analalava, Tananarive, Diégo-Suarez, Antsirabe, Miarinarivo, Ambositra, Nosy Be, Majunga und wurde schließlich zum Schulinspektor in der Provinz Fianarantsoa ernannt. Ab 1922 leitete er die Regionalschule in Fianarantsoa. Schon früh widmete Dandouau sich linguistischen und ethnografischen Arbeiten, die ihn zu einem der führenden Experten für die Sprache und Bräuche der Malegassen machten. Im Jahr 1907 veröffentlichte er eine erste Sammlung von Essays. Er verfasste zahlreiche Bücher, darunter den Catalogue alphabétique des noms malgaches de végétaux (1912, mit einer Neuauflage im Jahr 1924) über Pflanzennamen, Contes populaires des Sakalava et des Tsimihety de la région d’Analalava (1922) sowie das Lehrbuch Géographie de Madagascar (1922), das mehrfach neu aufgelegt wurde, sowie verschiedene Artikel im Bulletin de l’Académie malgache und in der Revue d’ethnographie. 1952 erschien posthum sein Werk Histoire des populations de Madagascar, das von Georges-Sully Chapus fertiggestellt wurde.
1911 wurde Dandouau in die 1902 von General Gallieni gegründete Académie malgache aufgenommen, wo er als Bibliothekar tätig war und 1912 zum Generalsekretär gewählt wurde. 1920 wurde er Mitglied der Société de Géographie in Paris. Zudem war er Mitglied der Société préhistorique française und der Société d’ethnographie. Nachdem 1922 die Académie des sciences coloniales gegründet worden war, erfolgte 1923 die Wahl Dandouaus zum nationalen korrespondierenden Mitglied.
Er wurde mit dem Chevalier de l’instruction publique und dem Chevalier de l’Ordre de l’Étoile d’Anjouan ausgezeichnet und war Inhaber einer vom Generalrat von Oran (Algerien) verliehenen Bronzemedaille und des Ordre des Palmes Académiques. Zudem war er Preisträger der Académie des Jeux Floraux und Mitglied der Académies de la Réunion sowie der Académie de l’Île Maurice.